# تحدي الألفية 2002

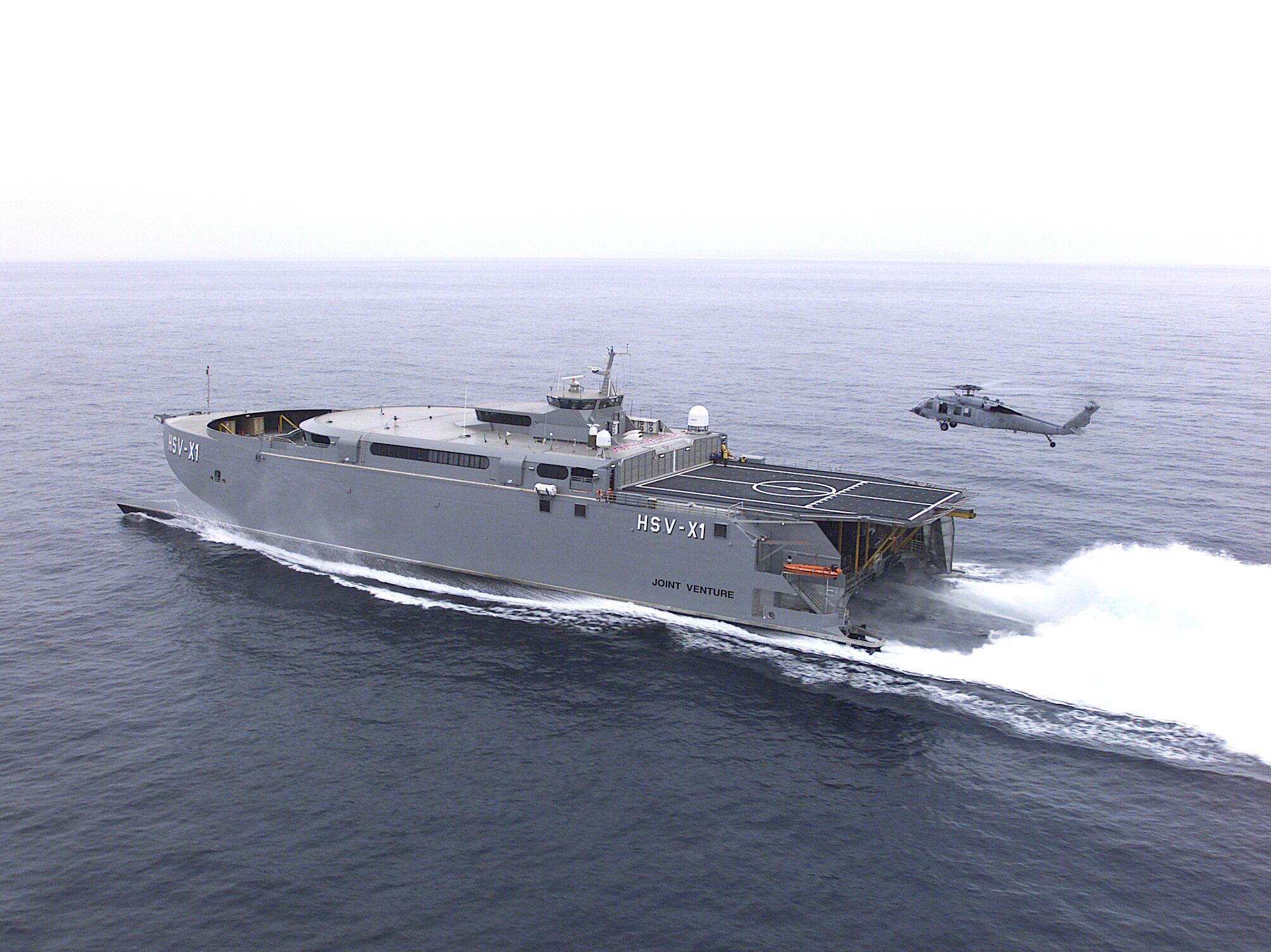
المحيط الهادئ (2 أغسطس 2002) - طائرة هليكوبتر متعددة المهام من طراز MH-60S "Knight Hawk" من "Packrats" من سرب طائرات الهليكوبتر القتالية الداعمة رقم 3 (HC-3)، تقترب من السفينة التجريبية عالية السرعة "المشروع المشترك" (HSV-X1) أثناء العمليات قبالة ساحل جنوب كاليفورنيا. Knighthawk هي طائرة هليكوبتر مصممة حديثًا للبحرية تستخدم هيكل طائرة Black Hawk لتوفير مساحة أكبر للمقصورة لنقل البضائع والركاب، مع الحفاظ على نظام طي الشفرة الدوارة الأوتوماتيكي وعمود الذيل السريع القابل للطي لعمليات متن السفينة. تشارك شركة Joint Venture في تجربة معركة الأسطول جولييت (FBE-J) كجزء من العمليات الداعمة لتحدي الألفية 2002 (MC-02). يعد MC-02 الحدث التكاملي المشترك الأول في البلاد، حيث يجمع بين التدريبات الميدانية الحية وعمليات المحاكاة الحاسوبية في جميع أنحاء وزارة الدفاع. صورة للبحرية الأمريكية التقطها زميل المصور من الدرجة الثانية فريدريك ماكان. (مطلق سراحه

تحدي الألفية لعام 2002 عبارة عن أكبر لعبة حرب في التاريخ قامت بها القوات المسلحة للولايات المتحدة في منتصف عام 2002 والتي استمرت من 24 يوليو وحتى 15 أغسطس. كما تقدر تكاليف العملية بـ 250 مليون دولار، وهي عبارة عن تمارين المحاكاة بالكمبيوتر. كان من المفترض أن تكون اختباراً لمستقبل «التحول» العسكري والانتقال نحو التكنولوجيات الجديدة التي تمكن الصراع مع شبكة مركزية وتوفير أسلحة والتكتيكات أكثر قوة. الحرب هي بين مقاتلين من الولايات المتحدة ويشار لهم «بالزُرق»، وعدو غير معروف من منطقة الشرق الأوسط يشار له «بالحُمر».